# Sonate en trio
Pour les articles homonymes, voir Sonate et Trio (homonymie).

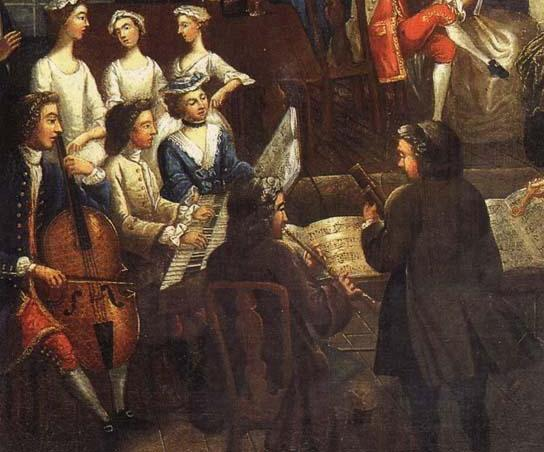
Musiciens interprétant une sonate en trio (anonyme, XVIIIe siècle).

La sonate en trio est une des formes les plus importantes de la musique de chambre de la période baroque de 1600 à 1750.

## Historique et évolutions
La sonate  trouve ses origines dans la musique instrumentale italienne, même si les premiers compositeurs proviennent de l'entourage d'un des principaux maîtres de l'opéra vénitien, Claudio Monteverdi. Le mot suonare (ou sonare : « sonner ») signifie jouer sur un instrument à archet ou à vent, par opposition à cantare (« chanter ») ou à toccare (« toucher » le clavecin ou l'orgue). La première œuvre du genre est la « Canzone alla Francese a 4 » de 1602 pour violon, cornetto, deux saqueboutes (voix de renfort) et basse continue de Lodovico Grossi da Viadana. Les premiers cycles de sonata a tre sont le Primo libro delle Sinfonie e Gagliarde édité en 1607 et le Secondo libro de 1608, composé par Salomone Rossi, violoniste travaillant avec Monteverdi. Par la suite, on trouve les sonates de Giovanni Paolo Cima (1610), les Sonate Concertate in Stil Moderno, Libro I et Libro II (1621 et 1629) de Dario Castello.
Vers 1680, la sonate en trio atteint son apogée avec Corelli, op. 1 - op. 4 (1681-1695), qui inventa le cycle à quatre mouvements (lent, rapide, lent, rapide). On parle à cette époque de sonata da camera ou de sonata da chiesa selon le caractère, plus ou moins profane de la musique, caractère commandé par le lieu où elle devait être exécutée : tout titre évoquant une danse était proscrit à l'église. Hormis en France (malgré quelques exceptions comme notamment Jean-Marie Leclair) ce style fut adopté par presque tous les compositeurs de l'époque, en Italie, mais aussi en Allemagne par Johann Pachelbel (Musicalische Ergötzung), Georg Philipp Telemann avec environ 150 sonates de ce type, la plupart corellisantes et Georg Friedrich Haendel (op. 2 et op. 5).
Jean-Sébastien Bach est le maître incontesté de la sonate en trio pour orgue, avec ses six BWV 525 à BWV 530. Sinon Bach a écrit peu de sonates en trio pour d'autres instruments, bien que l'on puisse considérer comme appartenant à ce genre les six sonates pour violon et clavecin concertant (BWV 1014 à BWV 1019), les trois sonates pour viole de gambe et clavecin concertant (BWV 1027 à BWV 1029) et les deux sonates pour flûte et clavecin concertant (BWV 1030 et BWV 1032).

## Origine du nom
Les sonates en trio sont composées de deux voix mélodiques accompagnées d'une basse continue. Le nom trio vient donc de l'écriture, et n'est pas forcément lié au nombre des exécutants. Ainsi, la basse continue peut être réalisée par plusieurs instruments en même temps, comme un violoncelle, un luth et un orgue. Une sonate en trio peut aussi n'être exécutée que par un clavecin et un violon, le clavecin jouant simultanément une voix mélodique et la basse.
Dans les premières symphonies (dites en trio) on trouve les deux groupes de violons pour les voix supérieures et les violoncelles avec contrebasses pour la basse. Dans ce cas, le trio est exécuté par un orchestre.

## Extrait du répertoire
- Tomaso Albinoni : 12 sonates « da chiesa » op. 1 et 6 sonates « da camera » op . 8.
- Jean-Sébastien Bach : sonates en trio pour orgue BWV 525-530 (fin années 1720); sonates en trio BWV 1036-1040 (exemples typiques de la musique de chambre baroque, les BWV 1036-1038 sont d'attribution douteuse).
- Carl Philipp Emanuel Bach : 44 sonates en trio. Sonates en trio BWV 1036 et 1038.
- Dietrich Buxtehude : six sonates en trio op. 1 (c. 1694) et sept sonates en trio op. 2 (1696).
- Philipp Heinrich Erlebach, recueil de sonates en trio (1694) pour violon, viole de gambe et basse continue (formation typique de la musique allemande de son temps).
- Marin Marais : Trios pour le coucher du Roy (1692), pour deux dessus et basse continue[1].
- Elisabeth Jacquet de la Guerre : Sonates en trio (1695)
- Sébastien de Brossard : Sonates en trio en la mineur, en do majeur, en ré majeur
- Jean-Féry Rebel : Le Tombeau de Monsieur de Lully
- François Couperin : Apothéose de Corelli (1724), Apothéose de Lully (1725)
- André Campra : Sonate 2 en la majeur
- Louis-Nicolas Clérambault : Sonate en trio, La félicité
- Arcangelo Corelli : 24 sonates « da chiesa » op. 1 (1681) et op. 3 (1689) et 24 sonates « da camera » op. 2 (1685) et op. 4 (1694).
- Henry Purcell : 12 sonates en trois parties, 1683, 10 sonates en quatre parties, 1697 (à la fois pour deux violons et basse continue)
- Domenico Gallo, 12 sonates en trio (1780) pour deux violons et continuo, longtemps attribuées à tort à Pergolesi, dont certains mouvements ont été arrangés pour le ballet Pulcinella de Stravinsky
- Johann Gottlieb Goldberg : 6 sonates en trio. Sonate en trio BWV 1037.
- Georg Friedrich Haendel : sonates en trio op. 2 et op. 5.
- Johann Adolf Hasse : 6 sonates en trio op. 2 (1730) et 6 sonates en trio op. 3 (1739).
- Pietro Locatelli : six sonates en trio pour deux violons ou deux flûtes traversières et b.c. op. 5 no 1-6 (1736).
- Johann Pachelbel : « Musikalische Ergötzung », avec six sonates en trio pour violon et b.c.
- Georg Philipp Telemann : a composé environ 150 sonates en trio, une grande partie dans le style de Arcangelo Corelli, dit corellisant.
- Antonio Vivaldi : Douze Sonates en trio, op. 1 (sonata da camera); et deux sonates en trio op. 5.
- Jan Dismas Zelenka : six sonates en trio (sonata da camera), ZWV 181, 1720-1722